# Minometný srub
Minometný srub (či minometný blok) je objekt železobetonového opevnění, jehož hlavní zbraní jsou minomety ve střílnách „pod betonem“. Sruby jsou umisťovány většinou za hlavní obrannou linii a jejich úkolem je postřelování hluchých míst, úžlabin, údolí apod., kam zbraně střílející spodní skupinou úhlů (kanóny, houfnice aj.) nemohou zamířit.

## V československém opevnění

### Vývoj minometných srubů
V rámci československého opevnění, které bylo budováno mezi lety 1935 a 1938, byl projekt minometných srubů vytvořen až v roce 1937. Tehdy důstojníci Ředitelství opevňovacích prací (ŘOPu) zjistili, že plánované tvrzové minometné věže a ani minomety umístěné ve spodních patrech některých pěchotních srubů nestačí vykrýt všechna hluchá místa (především Bruntálsko či Jesenicko). Během druhé poloviny roku 1937 byl vytvořen koncept minometných srubů, jež měly být umístěny na svahu odvráceném od nepřítele, aby nemohly být ohroženy přímou palbou, s minomety jako hlavními zbraněmi, které měly působit čelně nebo kose a pomáhat tak hlavnímu dělostřelectvu. Vzhledem k umístění měly mít objekty odolnost I, výzbroj měla být tvořena dvojčetem 9cm nebo 12cm minometů v jedné střílně s odměrem 60°. Dále měly být sruby vybaveny pancéřovým zvonem pro lehký kulomet a dalším lehkým kulometem na ochranu vchodu (ten byl později doplněn druhou zbraní stejného typu).
V archivních materiálech jsou tyto objekty nazývány jak „minometné sruby“, tak i jako „minometné bloky“, často tento název kolísá i v rámci jednoho spisu, vždy je ale jasné, že se jedná o tentýž objekt. Pojem „minometný blok“ se objevuje také v rámci opevnění na jižní Moravě, někteří autoři předpokládají, že se jednalo o speciální objekt později označovaný jako izolovaná minometná kopule, jiní si myslí, že i v tomto případě se jednalo minimálně do poloviny roku 1938 (kdy byl zpracován projekt samotné minometné kopule) o minometné sruby. Projektová dokumentace „jihomoravských bloků“ ani později připravovaných izolovaných objektů pro minometnou kopuli se nezachovala, tudíž není možné ji porovnat.
V prosinci 1937 změnilo vojsko částečně hlavní výzbroj. Od té doby již nebylo počítáno s dvojčetem minometů, nýbrž se dvěma samostatnými zbraněmi v samostatných střílnách s odměrem 45° tak, že výsledný palebný vějíř měl mít úhel 60°. V průběhu roku 1938 ale došlo ke změně koncepce, projekt tvrzových minometných věží byl opuštěn, místo nich vznikl projekt minometných kopulí s otočným vrchlíkem. Díky technickému zjednodušení a tudíž levnějšímu řešení opustilo ŘOP i koncepci minometných srubů (žádný tedy nebyl postaven), které měly být nahrazeny samostatnými objekty s minometnými kopulemi. V září 1938 byl ale tento projekt pouze v počátcích.

### Popis minometných srubů
Minometné sruby měly být stavěny na svazích odvrácených od nepřítele. Minomety tedy mohly být umístěny v čelní stěně objektu, aniž by byly ohroženy přímou střelbou. Jejich střílny ústily v diamantovém příkopu, který jednak zabraňoval v přímém přístupu k nim a jednak zabraňoval, aby zemina odvržená při výbuších tyto střílny zasypala. V krátkém křídle se nacházel zvon pro lehký kulomet určený pro pozorování a bezprostřední ochranu srubu. V týlové straně byl umístěn vchod chráněný dalšími dvěma lehkými kulomety a rovněž nouzový východ, což je v československém opevnění u samostatných objektů atypické řešení.
V horním patře objektu se nacházela především střelecká místnost s minomety, skladiště minometných granátů, stanoviště velitele, vchod a nouzový východ a několik dalších místností. Ve spodním patře byly umístěny ubikace mužstva, další dvě velká skladiště minometných granátů, WC s umývárnou, strojovna, filtrovna a několik dalších malých skladů.